# La Montañita
La Montañita è un comune della Colombia facente parte del dipartimento di Caquetá.
Il centro abitato venne fondato da Apolinar Cuellar, Zoilo Torres, Miguel Adaime, Oliverio España, Luís Felipe Vargas, Francisco Jaramillo, Emilio Tamayo e Gregorio Muñoz nel 1940, mentre l'istituzione del comune è del 6 luglio 1955.